# Ajdovščina
Ajdovščina är ett samhälle och en kommun i Slovenien. Kommunen ligger i Vipavadalen i västra Slovenien nära gränsen till Italien. På grund av kommunens läge i landet är området mycket inspirerat och utsmyckat i italiensk stil, husen är typiskt italienska och liknande.

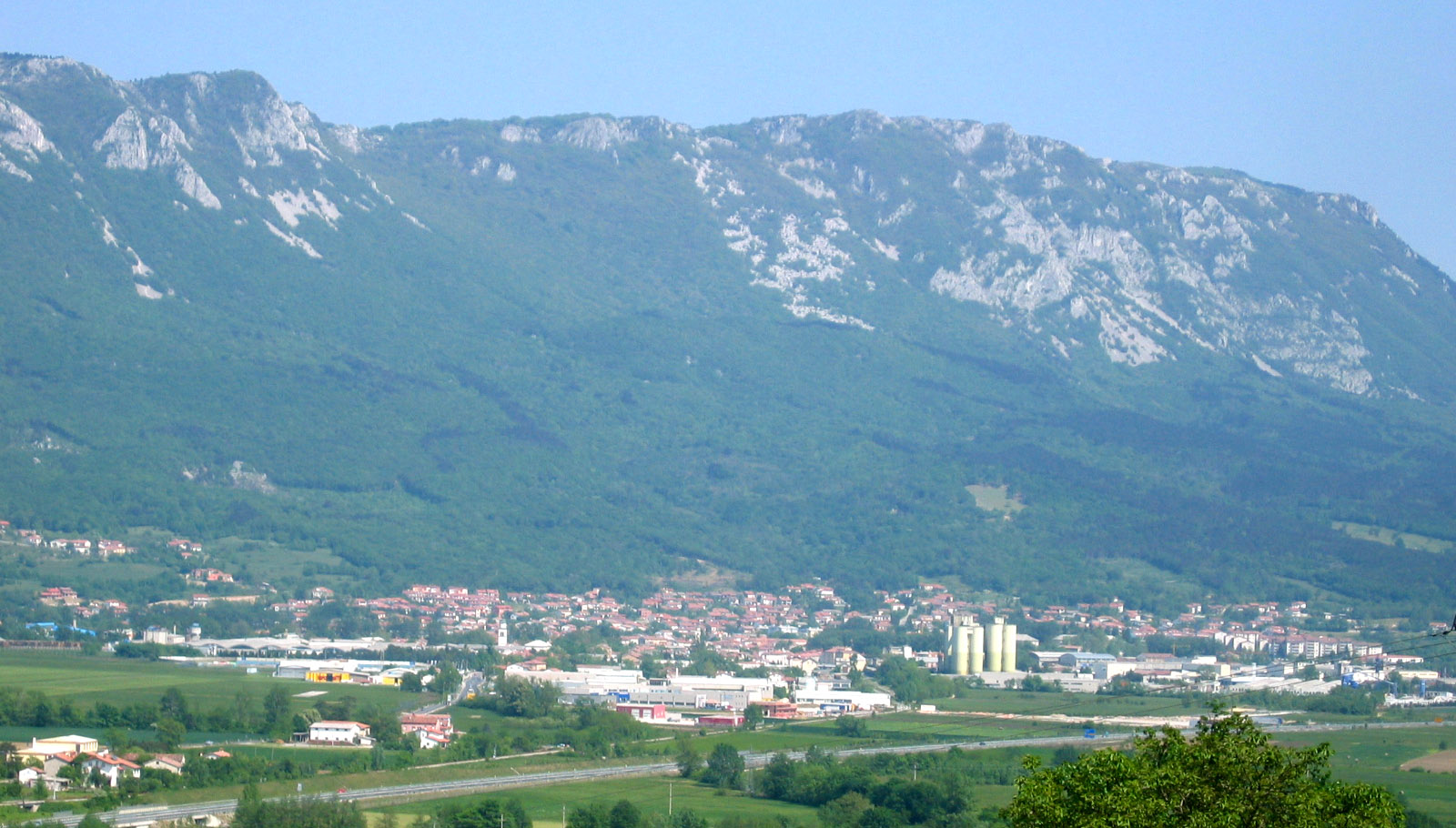
Ajdovščina

Kommunen tillhörde Italien åren 1945/1947 som Aidussina och ingick i provinsen Gorizia.

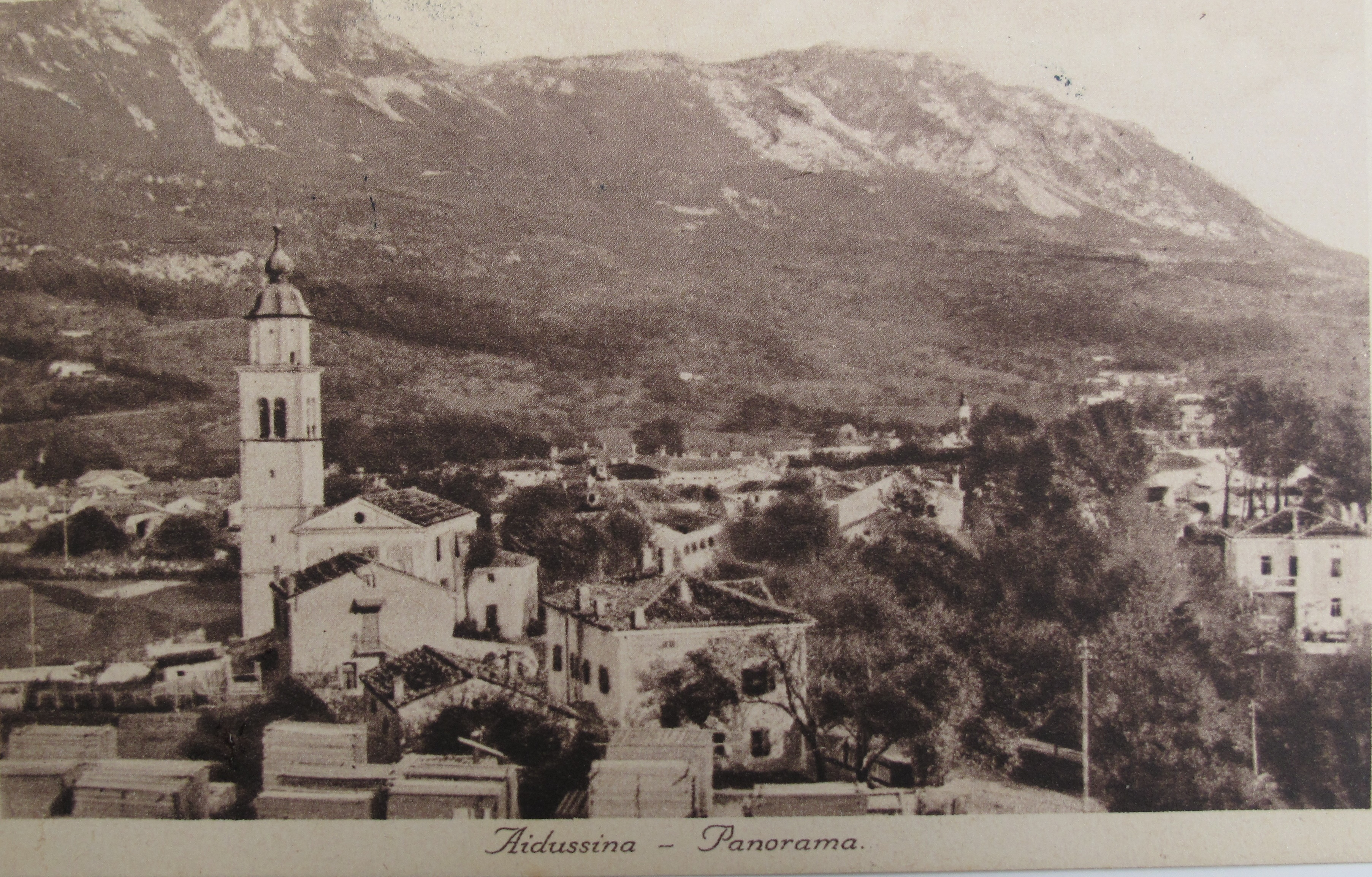
Ajdovščina under italienskt styre

Kommunen har 19 249 invånare och huvudorten med samma namn har 6 729 invånare (2019).

## Kända personer födda i Ajdovščina
- Veno Pilon - konstnär
- Danilo Lokar - författare
- Anton Čebej - konstnär

## Sport
- NK Primorje